# Festival narečnih popevk 2008
39. festival narečnih popevk je potekal 7. septembra 2008 v veliki dvorani SNG Maribora. Vodil ga je igralec Peter Musevski. V tekmovalnem delu so nastopili:
| #   | Izvajalec                       | Naslov pesmi              | Avtor glasbe    | Avtor besedila                     | Avtor aranžmaja  | Št. tel. glasov | Uvrstitev |
| --- | ------------------------------- | ------------------------- | --------------- | ---------------------------------- | ---------------- | --------------- | --------- |
| 1.  | Prifarski muzikanti             | Lepu je blu               | Žiga Bižal      | Žiga Bižal                         | Grega Forjanič   | 1898            | 1.        |
| 2.  | Ansambel Štrk                   | Müro, pje, na miri püsti  | Edvard Belčič   | Marko Kočar                        | Grega Forjanič   | 896             | 4.        |
| 3.  | Alenka Herceg                   | Proso boš vöter           | Dezider Cener   | Feri Lainšček                      | Patrik Greblo    | 240             | 14.       |
| 4.  | Irena Vrčkovnik in Happy Band   | Veseli band               | Irena Vrčkovnik | Irena Vrčkovnik                    | Patrik Greblo    | 345             | 9.        |
| 5.  | Ansambel Prepih                 | Ve sen pa ded             | Boris Rošker    | Marko Kočar                        | Lojze Krajnčan   | 394             | 8.        |
| 6.  | Miloš Petelin                   | Kak si, Maribor           | Miloš Petelin   | Miloš Petelin                      | Izidor Leitinger | 426             | 7.        |
| 7.  | Folkrola                        | Ambart dečva              | Samo Javornik   | Samo Javornik                      | Lojze Krajnčan   | 260             | 12.       |
| 8.  | Rdeči dečki in Edvin Fliser     | Rokenrol smo špilali      | Edvin Fliser    | Edvin Fliser, Metka Ravnjak - Jauk | Gregor Forjanič  | 254             | 13.       |
| 9.  | Show Band Klobuk                | Nindri je nej tak fajn    | Jani Brancelj   | Jožica Lukač                       | Izidor Leitinger | 784             | 5.        |
| 10. | Skupina Pajdaši                 | Avtocesta vzhodni krak    | Boris Rošker    | Marko Kočar                        | Primož Grašič    | 1093            | 3.        |
| 11. | Skupina Bum                     | Prosnete deklete          | Igor Podpečan   | Vera Šolinc                        | Igor Podpečan    | 653             | 6.        |
| 12. | Lidija Kodrič in ansambel Ekart | Tetino vino               | Emil Glavnik    | Metka Ravnjak - Jauk               | Lojze Krajnčan   | 289             | 11.       |
| 13. | Skupina Malibu                  | Ala, huodte, grjəmo hitru | Jani Lipičnik   | Jani Lipičnik                      | Patrik Greblo    | 1890            | 2.        |
| 14. | Skupina Metulj                  | Ge zaj tiste so potij     | Robert Režonja  | Robert Režonja                     | Vlado Battista   | 309             | 10.       |
| 15. | Melita Pleteršek                | Najlepša Štajerska        | Tomi Valenko    | Peter Srpčič                       | Primož Grašič    | 90              | 15.       |

Med preštevanjem glasov je nastopil Tomaž Domicelj.

### Nagradi
Najboljša skladba po izboru gledalcev in poslušalcev (televoting)
- Lepu je blu (Žiga Bižal) – Prifarski muzikanti

Najboljša skladba po izboru strokovne žirije
- Lepu je blu (Žiga Bižal) – Prifarski muzikanti

Nagrade za najboljša besedila
- 1. nagrada: Feri Lainšček za Proso boš vöter (Alenka Herceg)
- 2. nagrada: Miloš Petelin za Kak si Maribor (Miloš Petelin)
- 3. nagrada: Jožica Lukač za Nindri je nej tak fajn (Show Band Klobuk)